# Davies Nkausu
Davies Nkausu (né le 1er janvier 1986 à Lusaka en Zambie) est un footballeur international zambien.

## Biographie
Il commence par jouer avec le Pretoria University en 2004 et ce, jusqu'en 2008. À cette date, il passe au Supersport United Football Club, où il joue jusqu'en 2014. Il évolue depuis janvier 2014 au Bloemfontein Celtic FC.
Depuis 2008, il joue avec l'équipe de Zambie de football et il fait notamment partie de la liste des appelés pour la Coupe d'Afrique des nations 2012.